# Brytyjskie Wyspy Dziewicze na Zimowych Igrzyskach Olimpijskich 1984
Brytyjskie Wyspy Dziewicze na Zimowych Igrzyskach Olimpijskich 1984 reprezentował jeden zawodnik.

## Łyżwiarstwo szybkie
- Erroll Fraser

500 m – 40. miejsce
1000 m – 42. miejsce